# 나츠메 아타리
나츠메 아타리(Natsume Atari)는 일본에 위치한 비디오 게임 개발사 및 배급사이다. 1987년 10월 2일 나츠메(ナツメ, Natsume Co., Ltd.)라는 상호로 창립됐으며, 패밀리 컴퓨터 및 슈퍼 패미컴 기종으로 게임 제작을 시작했다.
1988년에 미국 지사인 주식회사 나츠메(Natsume Inc.)를 설립해 1990년부터 북미 지역에 자사 게임 배급을 맡았으나, 1995년 해당 기업은 주식회사 나츠메라는 상호를 유지한 채 별도의 기업체로 독립했다. 나츠메 본사의 경우 2013년 미국 기업 아타리와 합병해 나츠메 아타리라는 상호로 변경했다.

## 개발 작품

### 분할 전 나츠메 게임
- 《세 눈이 간다》
- 《파워 블레이드》
- 《파워 블레이드 2》
- 《더 닌자 워리어즈 어게인》
- 《와일드 건즈》

## 같이 보기
- 나츠메 (기업)